# Poliforma
Una poliforma es una figura plana construida juntando numerosos polígonos idénticos. el polígono de base es a menudo un cuadrado o triángulo, lo que permite hacer un plano de forma convexa, es decir, sin agujero. En tres dimensiones se denomina policubo.
Las poliformas son objeto de estudios matemáticos (por ejemplo, los poliominós) y han servido en matemática recreativa como fundamento para numerosos juegos, por ejemplo el Tetris, que está hecho de tetraminós (algunos de pentaminós, hexaminós, heptaminós, octominós etcétera. En la vida corriente, aparecen a menudo en los pavimentos para decorar un plano o superficie, por ejemplo un bordado decorativo o un techo. El tangram no es una poliforma, pues las formas que lo constituyen son de tallas diferentes.

## Tipos y aplicaciones
Las poliformas son una rica fuente de problemas, puzles y juegos. El problema combinatorio fundamental es contar el número de diferentes poliformas, dando el polígono básico y el patrón de construcción, como una function de n, el número de polígonos básicos en la poliforma. Son bien conocidos los puzles que incluyen pentominoes y el Cubo Soma.
| Polígono básico (monoforma) | Polígono básico (monoforma)             | Poliforma            | Aplicaciones |
| --------------------------- | --------------------------------------- | -------------------- | --- |
|                             | Segmento línea                          | Polipalo o polystick | |
|                             | Cuadrado                                | Poliominó            | Tetris, Puzzle Pentominó, Rompecabezas Lonpos, Fillomino, Tentai Show, Ripple Effect (puzzle), LITS, Nurikabe, Sudoku |
|                             | Triángulo equilátero                    | Polidiamante         | |
|                             | 30°-60°-90° triángulo                   | polydrafter          | Puzzle Eternidad |
|                             | right isósceles (45°-45°-90°) triángulo | Poliábolo            | |
|                             | hexágono regular                        | polyhex              | |
|                             | Cubo                                    | Policubo             | Cubo Soma |
|                             | Rombo                                   | Poliominoide         | |
- Datos: Q3088276
- Multimedia: Polyforms / Q3088276